# Grabów (województwo opolskie)
Grabów (dodatkowa nazwa w j. niem. Grabow) – wieś w Polsce położona w województwie opolskim, w powiecie strzeleckim, w gminie Izbicko.
Grabów oraz przysiółek Grabówek tworzą sołectwo pod nazwą Grabów o powierzchni 185 ha. Miejscowość położona jest na Równinie Opolskiej i przepływa przez nią rzeka Sucha stanowiąca prawobrzeżny dopływ rzeki Chrząstawy.

## Nazwa
Nazwa miejscowości pochodzi prawdopodobnie od rosnących tu niegdyś licznie grabów. Możliwe jednak, że pochodzi od nazwiska bądź przydomku (Grab, Grabowy, Grabowski). Po raz pierwszy została odnotowana jako Grabow w dokumencie z 1297. Na mapie z 1809 ujawnił się podział na Gross Grabow (Wielki Grabów) i Klein Grabow (Mały Grabów), którego z czasem zaczęto nazywać Grabówkiem. W 1936 hitlerowska administracja zmieniła nazwę miejscowości z Grabow na Weißbuchen oraz nazwę przysiółka z Grabowek na Klein Buchen. W 1945 ustalono nazwę Grabów, a w 2007 nadano dodatkową nazwę w języku niemieckim – Grabow.

## Historia

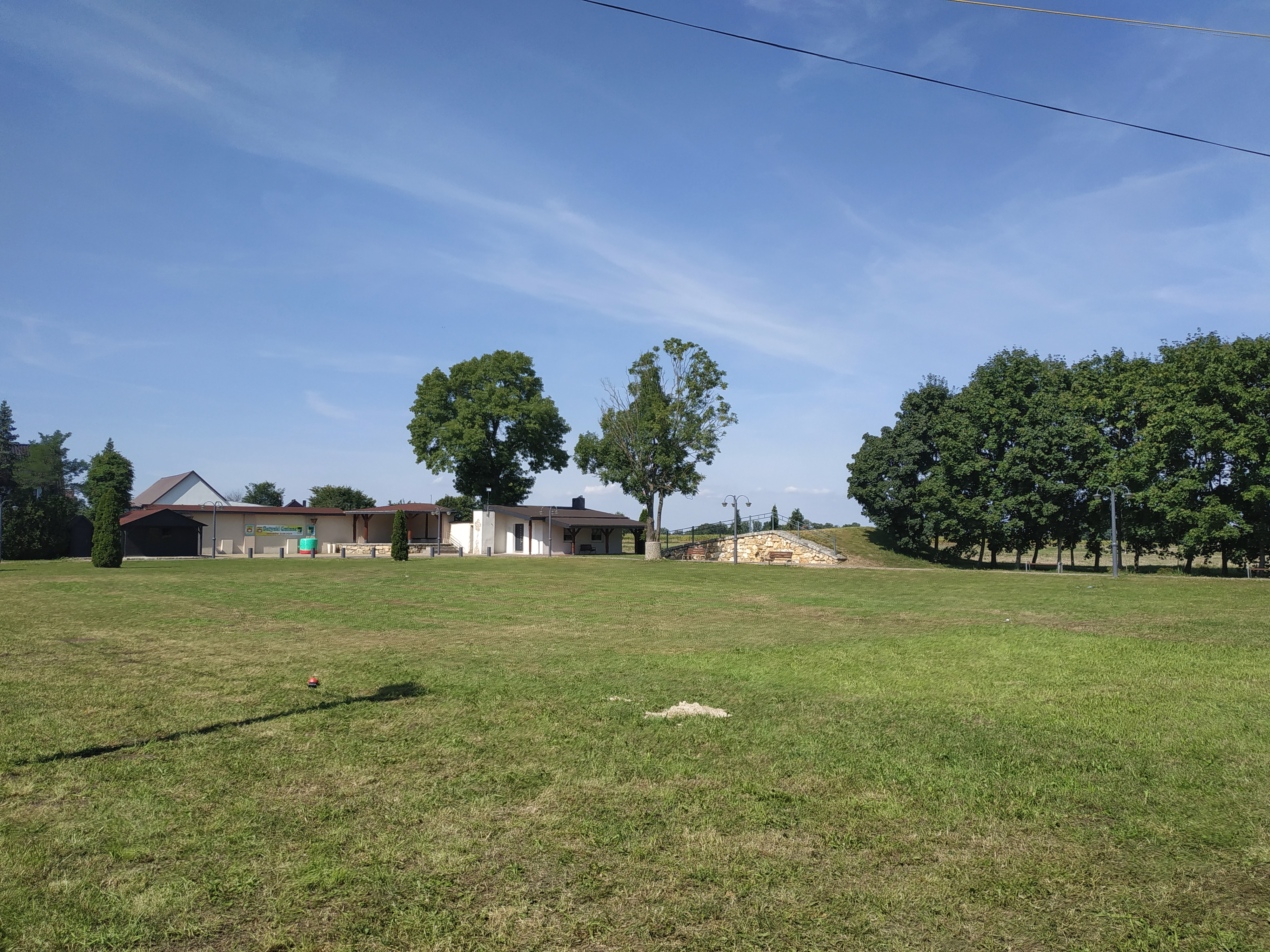
Plac rekreacyjny

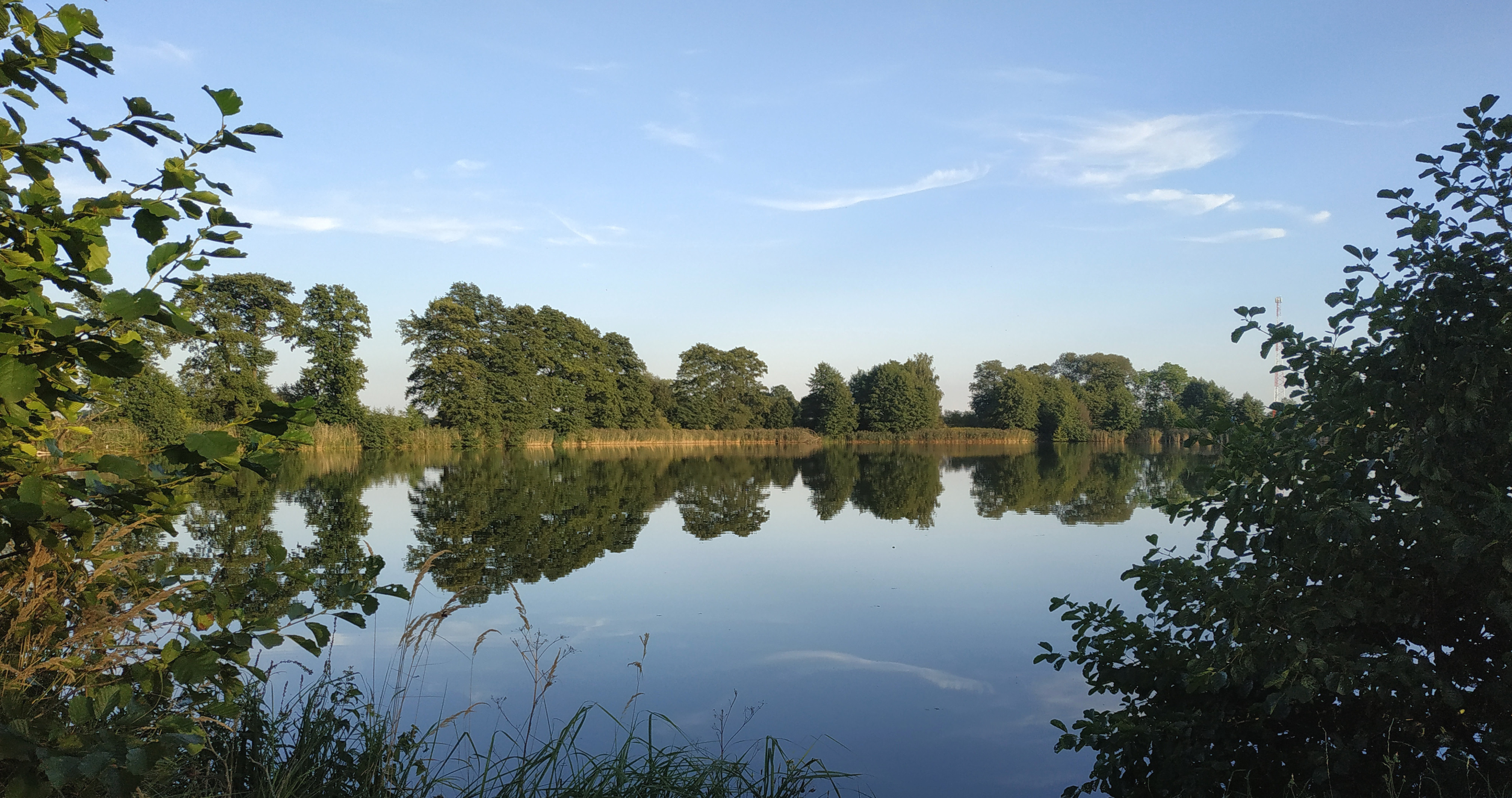
Łowisko Grabów

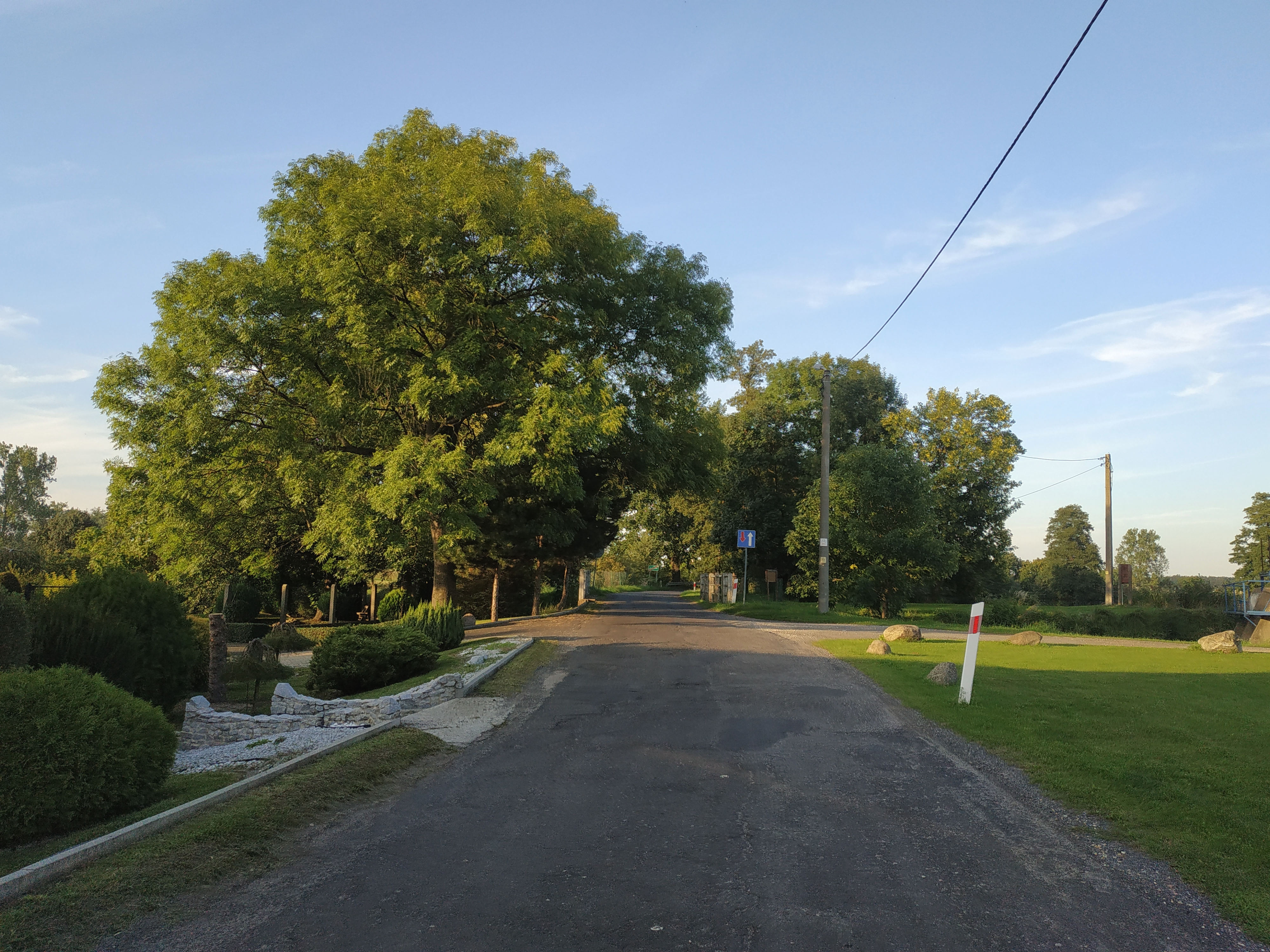
Grabówek

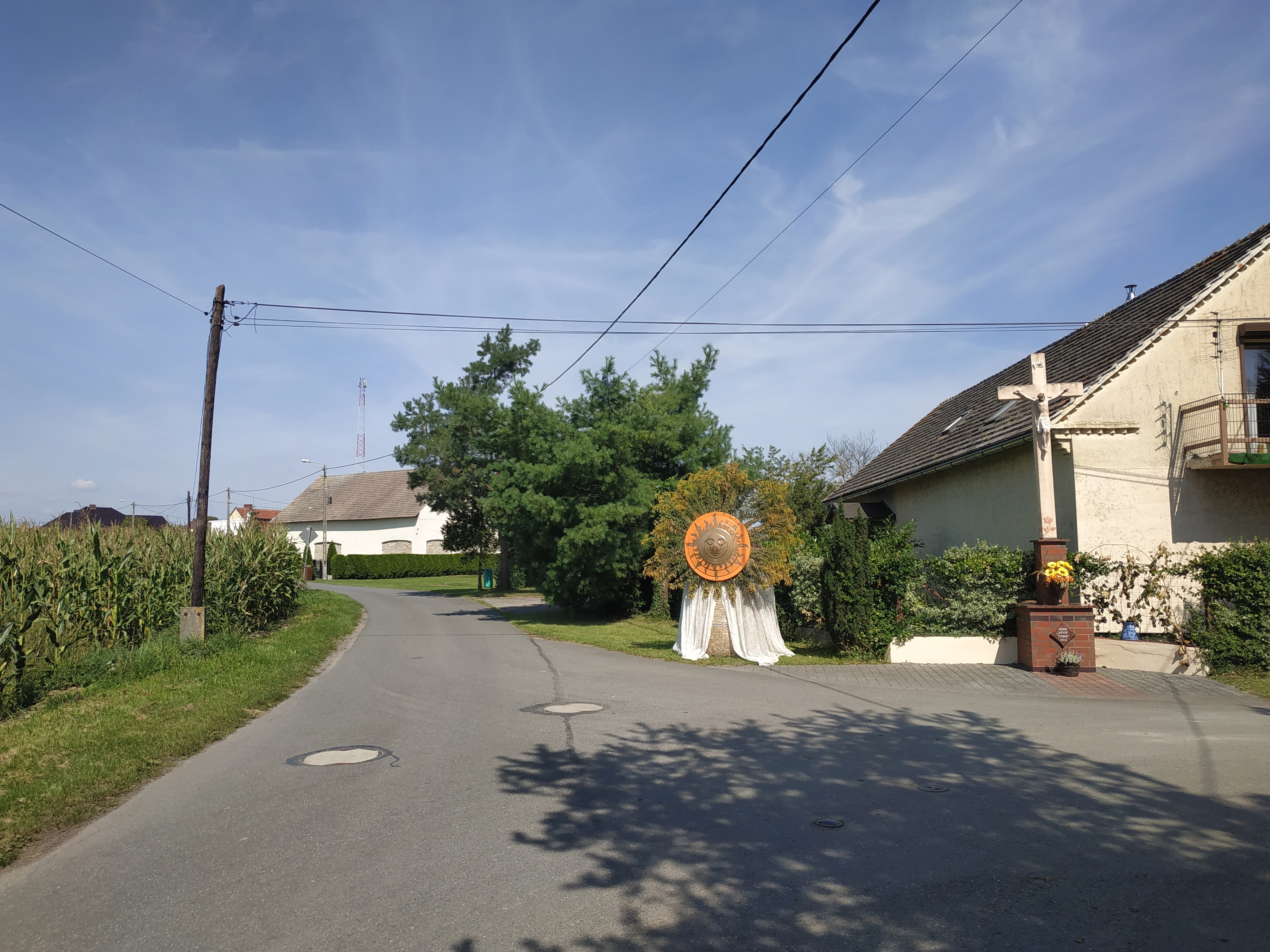
Skrzyżowanie we wsi

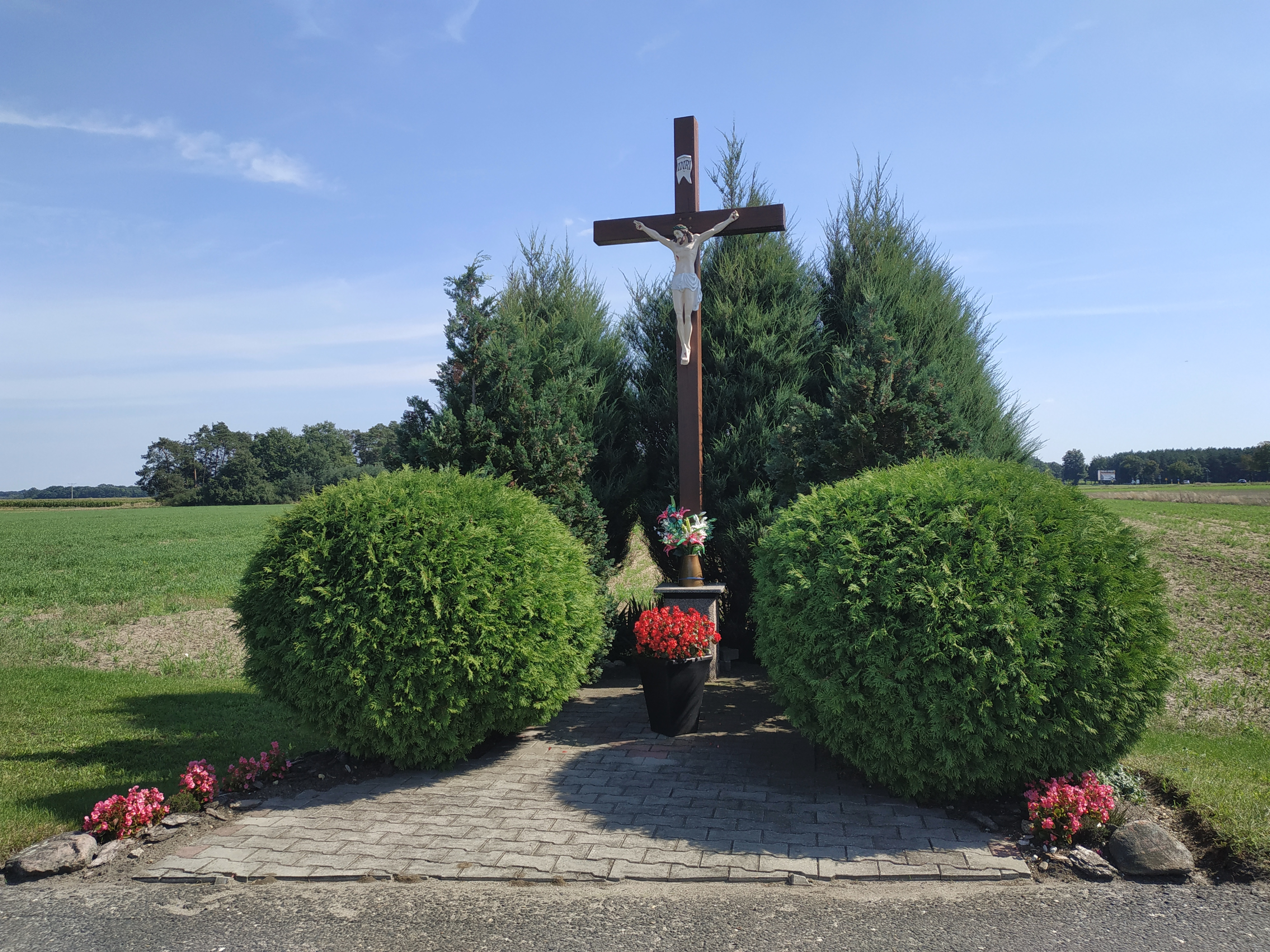
Krzyż w pobliżu drogi krajowej

W sołectwie Grabów odkryto fragmenty ceramiki i żużel z epoki brązu oraz fragmenty ceramiki kultury przeworskiej okresu wpływów rzymskich. Miejscowość została założona w XIII w. Dla jej rozwoju ważny był fakt, że położona była na ważnym szlaku handlowym z Krakowa do Wrocławia i dalej na zachód. Za datę powstania wsi uznaje się umownie rok 1295. Nazwa miejscowości pojawiła się po raz pierwszy w dokumencie biskupa wrocławskiego Jana III wydanym w 1297 w Ujeździe. Grabów należał wówczas do parafii w Raszowej i stan ten utrzymywał się aż do I poł. XX w. Dokument z 1301 wymienia proboszcza raszowskiej parafii Georga Raschowitz z Grabowa.  W dokumencie księcia Bolka II opolskiego z 1316 występuje świadek Adalbert z Grabowa (von Grabow), który prawdopodobnie był zaufanym, wysoko postawionym urzędnikiem i być może właścicielem wsi.
Nie ma dostępnych informacji o Grabowie z okresu wojny trzydziestoletniej (1618-1648). 11 kwietnia 1745 między Nakłem a Grabowem miała miejsce bitwa w ramach II wojny śląskiej między oddziałami pruskimi a oddziałami austriackimi wspartymi jazdą węgierską. Poległych pochowano na górce i najpewniej postawiono krzyż, który z czasem zbutwiał, a o wydarzeniach zapomniano. W 1910, kiedy budowano drogę relacji Opole – Strzelce, zaczęto wydobywać piasek z górki. Ukazały się wówczas szczątki. Władze i archeolodzy stwierdzili, że zapewne pochodzą one właśnie z okresu wojen śląskich. Dziś na tym miejscu stoi krzyż.
W 1816 Grabów i Grabówek zamieszkiwało łącznie 68 osób; było 10 zagrodników i folwark. Według danych z 1845 we wsi mieszkało 88 katolików, znajdowało się tu 14 domów, folwark, młyn wodny i tartak. Z końca XIX w. pochodzi informacja, że miejscowość należała do związku sikawkowego, ale nigdy nie powstała w niej jednostka straży pożarnej.
W obliczu plebiscytu zaplanowanego na marzec 1921 w krótkim czasie wielu mieszkańców zaczęło organizować się w związki i stowarzyszenia, polskie i niemieckie, które uwypuklały podziały narodowościowe. Spośród 63 głosujących 43 osoby oddały głos za Polską, 19 osób za Niemcami, a 1 osoba oddała głos nieważny. Ostatecznie jednak plebiscyt wygrali Niemcy. W kwietniu 1921 wybuchło III powstanie śląskie. W maju 2 kompania pod dowództwem Franciszka Richtera z 4 baonu strzeleckiego por. Karola Brandysa z podgrupy „Bogdan” zajęła Izbicko, a także Grabów. Młyn w Grabówku spłonął. 31 maja powstańcy wycofali się z Grabowa i jego okolic. Do wsi wkroczyli żołnierze niemieccy, a zaraz po nich francuscy. Życie wsi powoli stabilizowało się, choć problemem były bezrobocie i inflacja.
Podczas II wojny światowej do pracy w gospodarstwach rolnych i folwarku w Grabowie hitlerowcy przysłali kilkunastu ukraińskich i polskich robotników przymusowych. Nie wszyscy z nich przeżyli. Na frontach wojny ginęli mieszkańcy wsi i ich krewni. 23 stycznia 1945 Armia Czerwona wkroczyła do Izbicka. Stamtąd żołnierze wyruszyli do Nakła i Grabowa. W Grabowie wojska sowieckie podpaliły chlewy w folwarku. Po pewnym czasie zostały one odbudowane. 
Pod koniec marca 1945 władzę objęła administracja polska, a Grabów został włączony do gminy Izbicko. W latach 50. i 60. XX w. na miejscu kilkunastu starych chałup wybudowano nowe domy. Zmodernizowano też gospodarstwa rolne. W latach 90. zlikwidowano staw przeciwpożarowy przy dawnym folwarku, wyrównano teren i urządzono plac rekreacyjny.

## Właściciele miejscowości

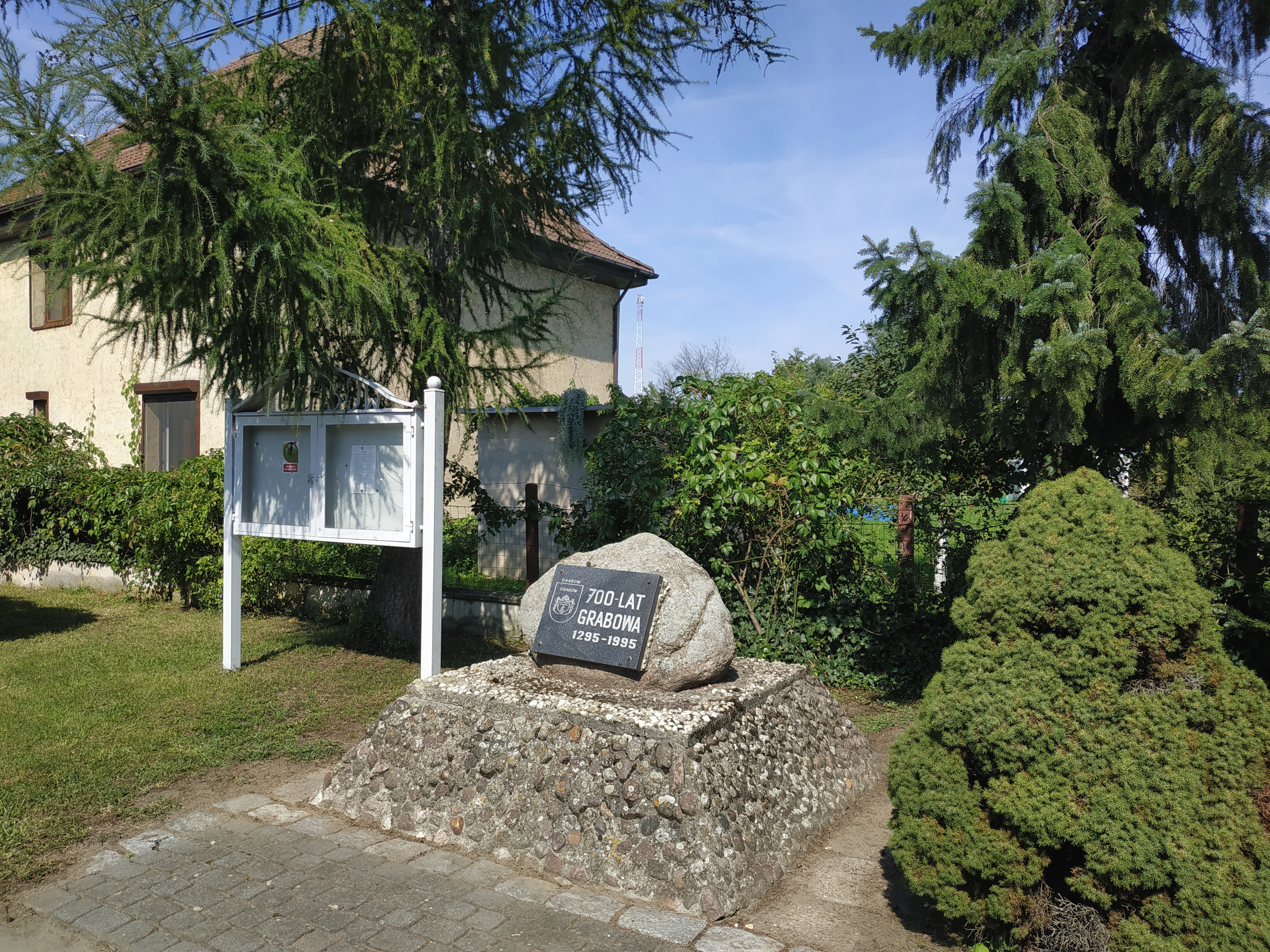
Tablica pamiątkowa ustawiona z okazji 700-lecia Grabowa

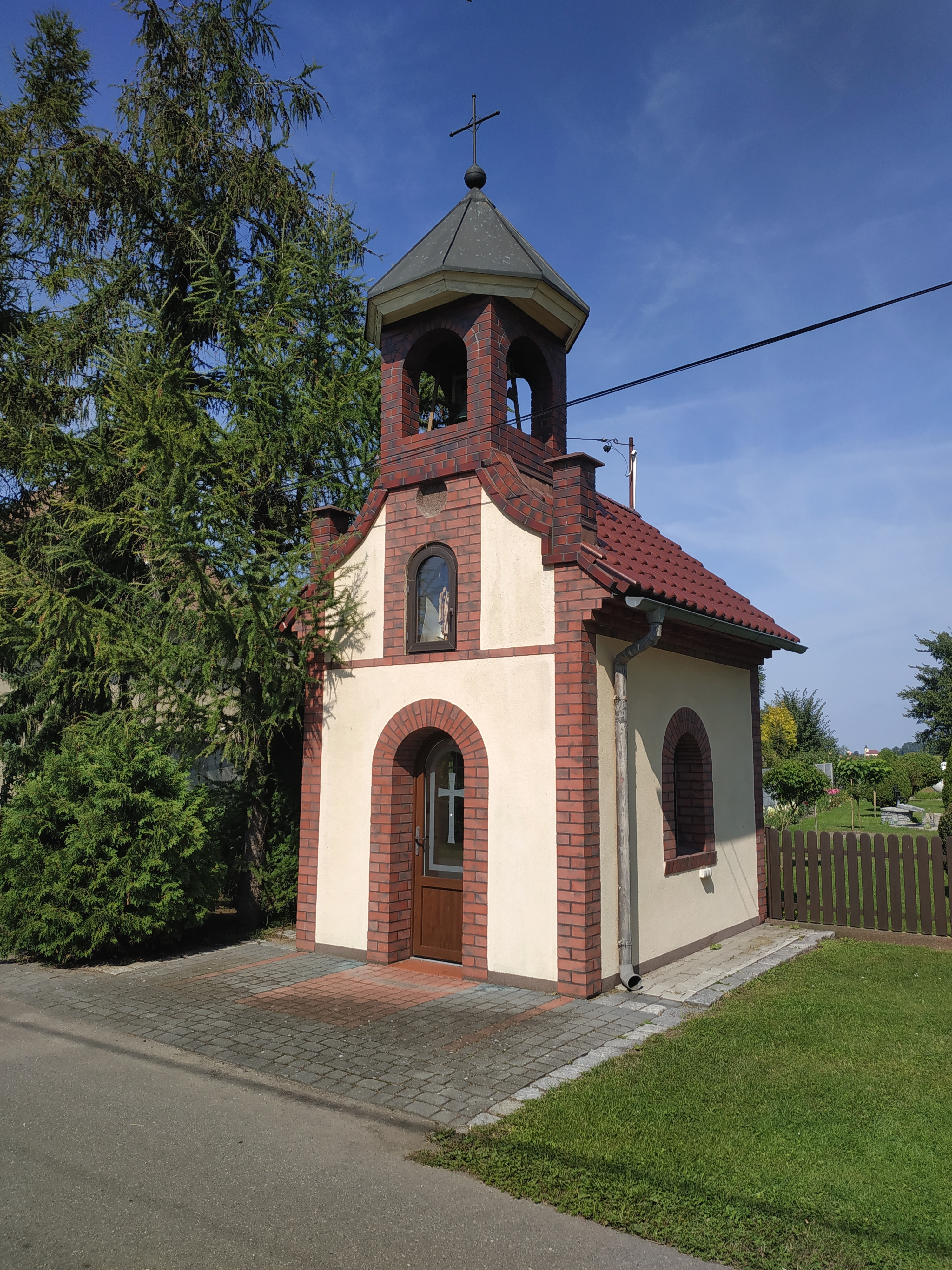
Kapliczka pw. św. Mateusza w Grabowie

Ustalenie pierwszych właścicieli wsi jest właściwie niemożliwe. W 1672 właścicielem był Heinrich von Koschitzki. W 1674 sprzedał on Grabów i karczmę w Suchej Georgowi Ernstowi von Schick. W 1687 właścicielem został Balthasar Ludwig von Larisch, posiadający wówczas Kamień Śląski, Chorulę, a w późniejszym czasie Otmęt, połowę Siedlca, połowę Poznowic i inne majątki. Jego syn Carl Ludwig Hyacinth von Larisch (1700–1779) był żonaty z Sophią Gräfin Strachwitz (1726–1799). Para nie miała dzieci. Następnie Grabów należał do rodziny Strachwitzów. Po śmierci Sophii majątkiem do 1808 zarządzał jej brat Ernst Graf Strachwitz. Zgodnie z zapisem w jej testamencie każdym kolejnym właścicielem Kamienia Śląskiego miał być przedstawiciel rodu Strachwitz o imieniu Hyacinth (Jacek). Tradycja ta trwała do 1945.

## Pieczęć
Pierwsza pieczęć sołectwa Grabów pochodzi z II poł. XVIII w., ale nie wiadomo, jak wyglądała. Najstarszy zachowany odcisk pieczęci pochodzi najprawdopodobniej z początku XIX w. W środkowej części umieszczona jest tarcza nawiązująca do tarczy szwajcarskiej, na niej widnieją pionowo ustawione grabie i duża litera „G” od nazwy miejscowości. Tarcza herbowa umieszczona była na płaszczu heraldycznym, co jest bardzo rzadko ma miejsce w herbach wiejskich. Być może chodziło o chęć podniesienia rangi wsi lub pochodziła z niej istotna postać w kręgach szlacheckich, książęcych bądź kościelnych. Herb ten jest obecnie eksponowany podczas imprez wiejskich, a poza tym widnieje na pamiątkowej tablicy umocowanej na głazie obok kapliczki. 

## Religia
Mieszkańcy byli początkowo związani z kościołem parafialnym w Raszowej, a po wybudowaniu kościoła w Nakle w 1940 zaczęli uczęszczać właśnie tam. Podlegał on pod parafię w Raszowej. Dopiero w 1980 oficjalnie ustanowiono parafię w Nakle i do niej należą obecnie mieszkańcy Grabowa. W Nakle znajduje się także szkoła podstawowa, do której uczęszczają tutejsze dzieci.
Jedną z najważniejszych imprez w miejscowości jest noc świętojańska. Było to pierwotnie pogańskie święto Słowian nazywane nocą Kupały, które zostało zasymilowane przez tradycję chrześcijańską jako wigilia św. Jana. Proboszcz nakielski dokonuje poświęcenia ognia z ogniska, a następnie uczestnicy zapalają od niego pochodnie. Zapala się 12 słupów symbolizujących 12 apostołów. Organizowany jest też konkurs wianków z naturalnych materiałów, które po poświęceniu są rzucane w nurt rzeki Suchej.

## Obiekty we wsi

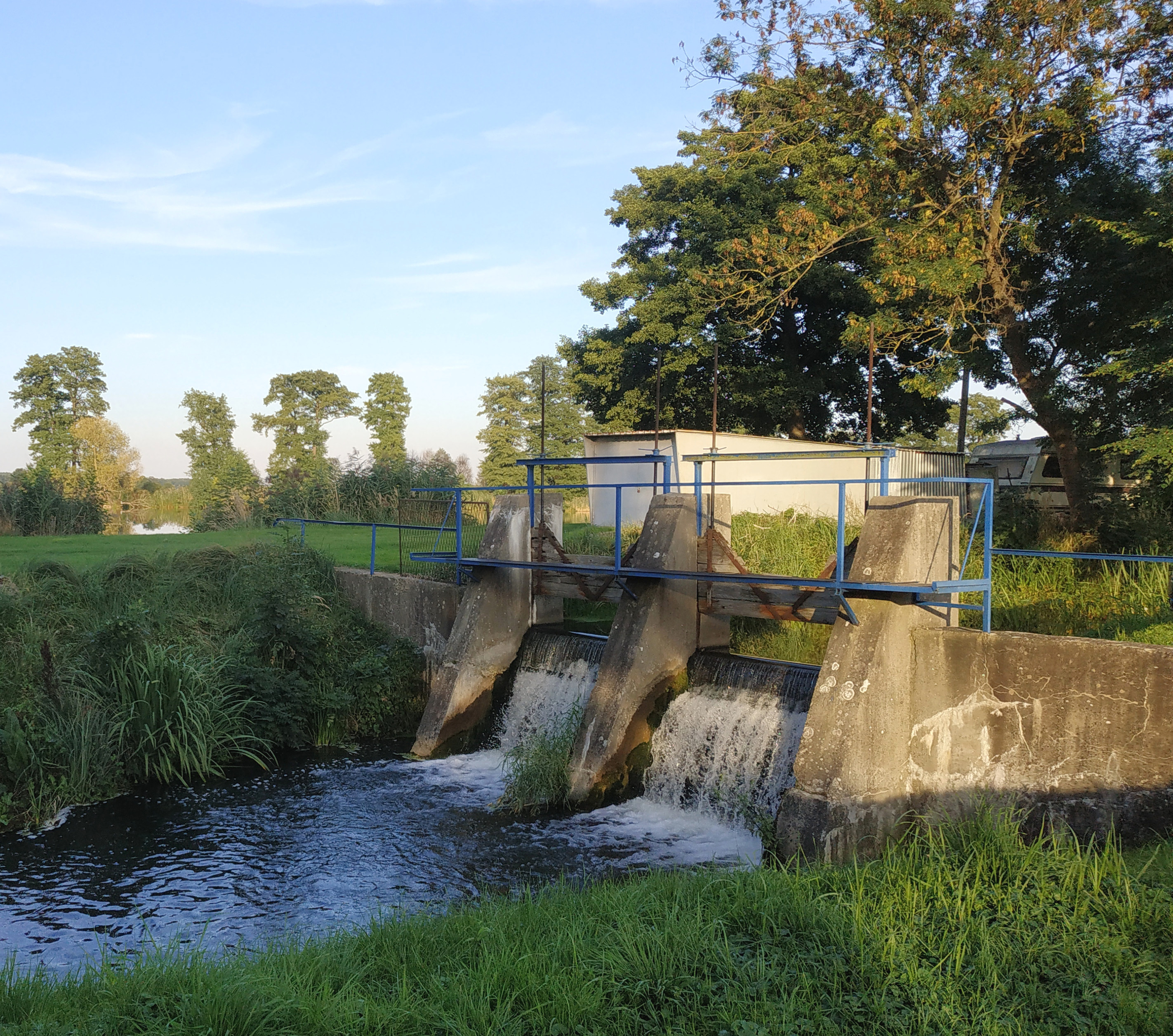
Jaz na rzece Sucha w Grabówku

Wzmianka o pierwotnym młynie na rzece Sucha na terenie dzisiejszego Grabówka występuje już w dokumencie księcia strzeleckiego Alberta z 1361. Później wybudowano murowany młyn z kamienia wapiennego. Stał na miejscu dzisiejszego mostu nad rzeką Suchą. W 1953 władze zdecydowały się wysadzić zniszczony młyn w celu wybudowania nowej drogi z Nakła przez Grabówek do Raszowej. W celu uzyskania możliwości regulowania poziomu wody w rzece i stawie zbudowano nowy betonowy jaz w 1976.
W poł. XVIII w. założono w Grabowie folwark. Należał on do rodu Larisch z Kamienia Śląskiego. Na przełomie XIX i XX w. był on częścią majoratu kamieńskiego (Majoratsherrschaft Gross Stein). Wg stanu z 1912 należało do niego 169,5 ha gruntów i młyn wodny. W styczniu 1945 wojska sowieckie ograbiły folwark i podpaliły chlewy. Latem 1945 władze polskie rozparcelowały część gruntów między miejscowych rolników, a z pozostałości utworzono rolniczą spółdzielnię produkcyjną. Następnie gospodarstwo rolne należało do technikum rolniczego w Izbicku, a potem do Fabryki Maszyn Rolniczych Agromet w Strzelcach Opolskich.
Kapliczka pw. św. Mateusza z II poł. XIX w. została prawdopodobnie ufundowana przez rodzinę Grafów Strachwitz z Kamienia Śląskiego. Oprócz funkcji sakralnej, stanowiła także miejsce spotkań, a bicie dzwonu, obok wezwania na modlitwę, mogło alarmować mieszkańców o zagrożeniu.
W Grabowie nie ma sklepów, zakładów pracy ani poczty. Mieszkańcy korzystają z placówek handlowych i instytucji publicznych w pobliskim Nakle i Izbicku. We wsi nie działa też żadna forma transportu publicznego. Najbliższy przystanek autobusowy znajduje się przy drodze krajowej 94 i obsługuje także mieszkańców Nakła.